# Eleições parlamentares europeias de 2004 (Polónia)
As eleições parlamentares europeia de 2004 na Polónia, realizaram-se a 13 de junho e, serviram para, pela primeira vez, eleger os 54 deputados nacionais ao Parlamento Europeu.

## Resultados Nacionais
| Partido                 | Partido                            | Votos      | %               | Deputados |
| ----------------------- | ---------------------------------- | ---------- | --------------- | --------- |
|                         | Plataforma Cívica                  | 1 467 775  | 24,10 / 100,00  | 15 / 54   |
|                         | Liga das Famílias Polacas          | 969 689    | 15,92 / 100,00  | 10 / 54   |
|                         | Lei e Justiça                      | 771 858    | 12,67 / 100,00  | 7 / 54    |
|                         | Autodefesa da República da Polônia | 656 782    | 10,78 / 100,00  | 6 / 54    |
|                         | Aliança da Esquerda Democrática    | 561 311    | 9,35 / 100,00   | 5 / 54    |
|                         | União da Liberdade                 | 446 549    | 7,33 / 100,00   | 4 / 54    |
|                         | Partido Popular                    | 386 340    | 6,34 / 100,00   | 4 / 54    |
|                         | Social-democracia                  | 324 707    | 5,33 / 100,00   | 3 / 54    |
|                         | União da Política Real             | 113 675    | 1,87 / 100,00   | 0 / 54    |
|                         | Comité Eleitoral Nacional          | 94 867     | 1,56 / 100,00   | 0 / 54    |
|                         | Iniciativa Polaca                  | 88 565     | 1,45 / 100,00   | 0 / 54    |
|                         | Outros                             | 201 413    | 3,30 / 100,00   | 0 / 54    |
| Votos Inválidos         | Votos Inválidos                    | 167 019    | 0,56 / 100,00   |           |
| Total                   | Total                              | 6 258 550  | 100,00 / 100,00 | 54 / 54   |
| Eleitorado/Participação | Eleitorado/Participação            | 29 986 109 | 20,87 / 100,00  |           |
| Fonte                   | Fonte                              | [ 1 ]      | [ 1 ]           | [ 1 ]     |